# Agonista endógeno
Em farmacologia, um agonista endógeno para um receptor particular é um composto produzido naturalmente pelo organismo que se liga e ativa este receptor. Por exemplo, o agonista endógeno primário para receptores de serotonina é a serotonina e o agonista endógeno primário de receptores de dopamina é a dopamina.
Em geral, os receptores para pequenas moléculas de neurotransmissores, como a serotonina, terão apenas um agonista endógeno, mas geralmente têm muitos subtipos de receptores diferentes (e.g. 13 diferentes receptores para serotonina). Por outro lado, os receptores de neuropeptídeos tendem a ter menos subtipos, mas podem ter vários agonistas endógenos diferentes. Isso permite um alto grau de complexidade no sistema de sinalização do corpo, com diferentes tecidos frequentemente mostrando respostas bastante distintas a um ligante específico. Alguns antagonistas endógenos e agonistas inversos também são conhecidos (e.g., ácido quinurênico no receptor NMDA), mas estes são muito menos comuns.